# Heidenhöhlen (Zizenhausen)
Die Heidenhöhlen oder Heidenlöcher beim Stockacher Stadtteil Zizenhausen sind künstlich in den Felsen gehauene Gänge und Räume am Heidenbühl oberhalb des Zizenhauser Ortsteils Bleiche im Nordosten des baden-württembergischen Landkreises Konstanz.

## Name
Ursprünglich wurden die Höhlen fast immer Heidenlöcher genannt und waren unter diesem Namen auch noch 1984 in den amtlichen Karten eingetragen. Heiden-Namen gibt es oft bei Bau- oder Bodendenkmälern, deren Ursprung der Bevölkerung schon früh in Vergessenheit geraten war. Johann Nepomuk Raiser vermutete 1794 andererseits, er gehe zurück auf eine Räuber- oder Zigeunerbande, welche in Schwaben auch Heiden genannt werden.

## Lage und Aussehen

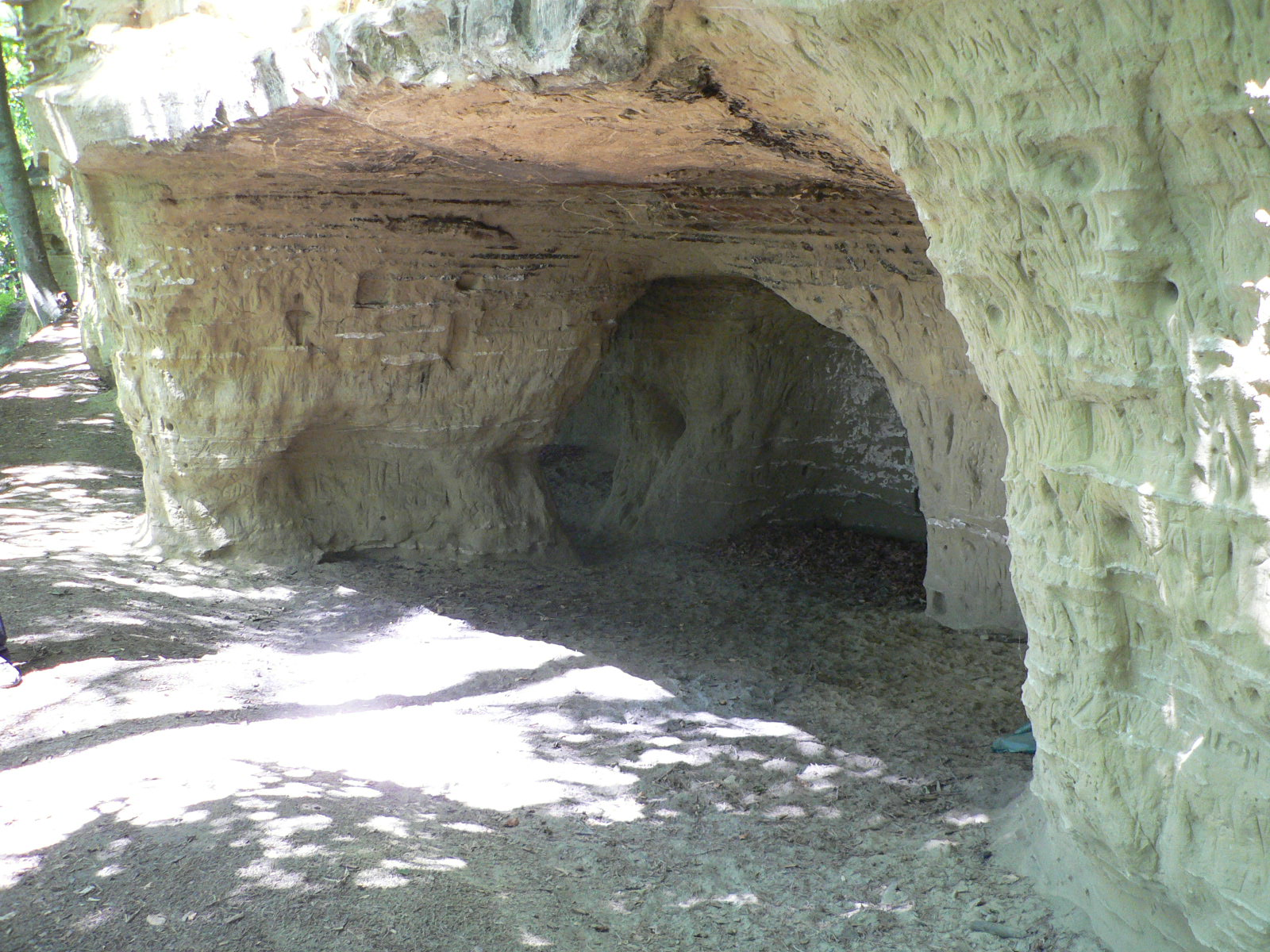
Heidenhöhlen bei Zizenhausen

Die Heidenlöcher befinden sich am Fuß einer senkrechten Felswand aus Molasse-Sandstein, wo diese in einen bewaldeten Hang übergeht. Vom Tal, wie auch von der Höhe des Heidenbühls, wo sich ein Wanderparkplatz befindet, führt ein Fußweg zu der Steilwand und zu den Höhlen.
Der südliche Teil der Anlage besteht aus einem schmalen Gang, der an seinem bergseitigen Ende in einen rechteckigen Raum mündet (sogenannter Keller), von dem aus man wieder durch einen breiten Durchgang nach draußen gelangt. Von dem Gang aus zweigen außerdem zwei annähernd quadratische Seitenkammern ab. Im Felsen oberhalb dieser Anlage befinden sich noch vier unregelmäßige, nach außen offene Felsnischen bzw. Kleinhöhlen.
Der mittlere Teil liegt etwas höher und ist durch eine Treppe zu erreichen. Er besteht aus mehr oder weniger tiefen Nischen, sowie zwei nach außen hin offenen Felsräumen, die durch einen Türdurchgang verbunden sind (sogenannte Küche).
Der nördlichste Raum (Hafnerhöhle) ist ebenfalls nach außen offen.

## Geschichte
Die älteste Erwähnung der Anlage stammt aus einem Gedicht von 1786, das über dem Eingang einer der Höhlen eingemeißelt ist. Angeblich sollen schon vor dem Jahr 1800 hier römische Münzen gefunden worden sein. In einer Beschreibung der Landgrafschaft Nellenburg von 1794 heißt es, dass in einem Theile dieser Heidenlöcher ein Bauer namens Geng mit seiner Familie eine Wohnung aufgeschlagen und mit der Grabschaufel drei ineinandergehende und von außen mit Thüren und Fenstern versehene Höhlen in den locken Fels gegraben hat. Aus dem 19. Jahrhundert sind die Bezeichnungen für einzelne Höhlenteile überliefert und es sollen dort Feste stattgefunden haben.

Um 1910 soll sich erneut eine Familie „Wieland“ aus Armut zeitweise dort einquartiert haben. Der Mann wurde von der Stadt Stockach wieder vertrieben, nachdem er Eintrittsgeld von Besuchern verlangt hatte.
Die meisten Hohlräume und teilweise auch die Felsnischen sind künstlich angelegt oder zumindest von Menschenhand überarbeitet worden. Wahrscheinlich gab es Heidenlöcher schon vor dem Ausbau durch den Bauer Geng, Ursprung und Funktion sind jedoch nicht bekannt. Im Jahr 1983 wurden die Heidenhöhlen vermessen und ins Höhlenkataster Südwestdeutschland aufgenommen.